# 히코리소나무

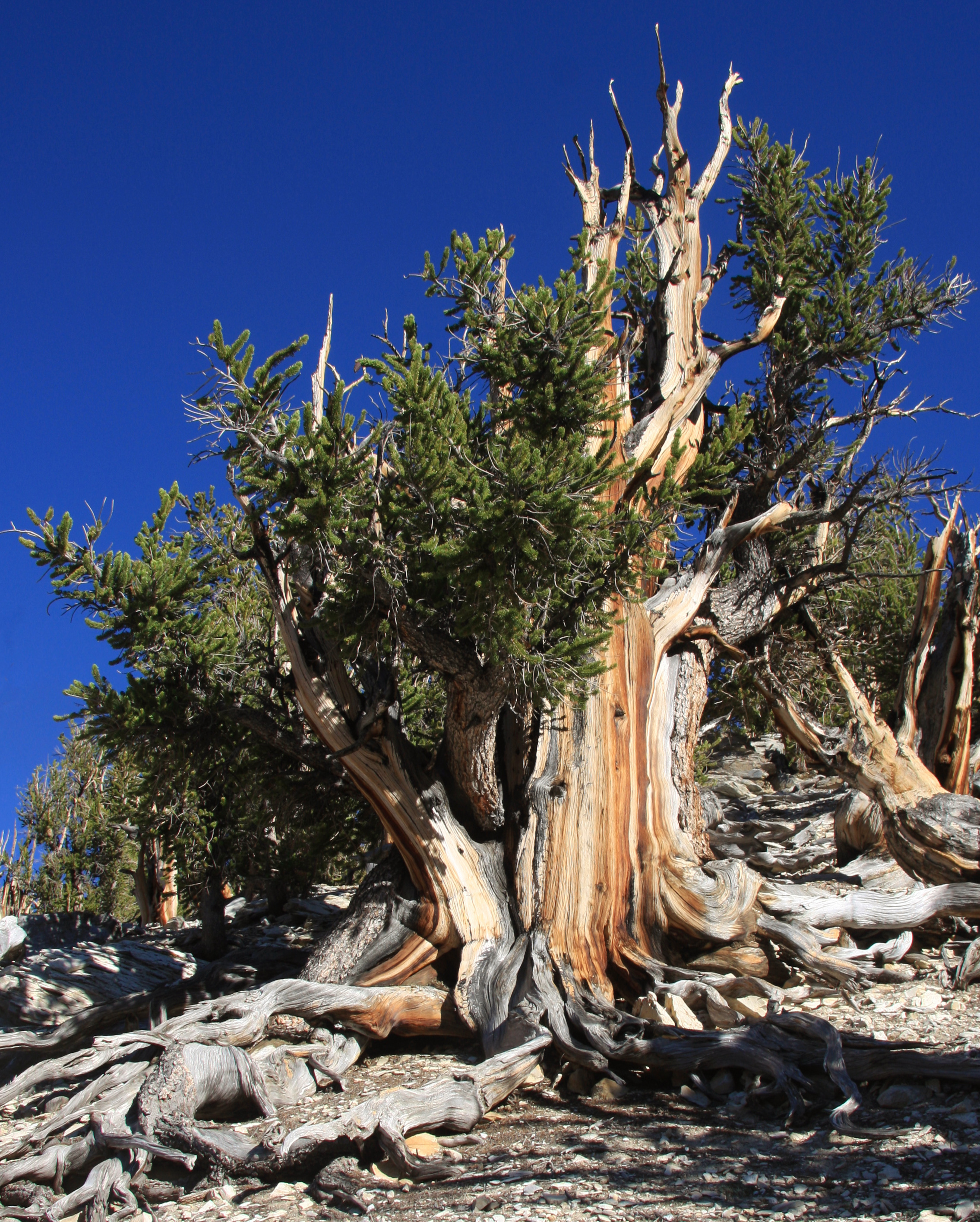

히코리소나무(Pinus longaeva)는 세계에서 가장 오래사는 나무이다. 가장 오래된 나무는 4600년이 넘었다. 이 고목은 현재 캘리포니아주 화이트 산의 정상 부근에 자리잡고 있다. 이 나무에는 무려 969살을 살았다는 구약성서의 인물인 '므두셀라'라는 이름이 붙었다.